# Liste der Staatsoberhäupter 163 v. Chr.
Übersicht
◄◄ | ◄ | 167 v. Chr. | 166 v. Chr. | 165 v. Chr. | 164 v. Chr. | Liste der Staatsoberhäupter 163 v. Chr. | 162 v. Chr. | 161 v. Chr. | 160 v. Chr. | 159 v. Chr. | ► | ►►

Weitere Ereignisse

## Afrika
- Ägypten
  - König: Ptolemaios VIII. (164–163 v. Chr.)
  - König: Ptolemaios VI. (163–145 v. Chr.)

- Reich von Kusch
  - Königin: Shanakdakheto (177–155 v. Chr.)

- Massylier
  - König: Massinissa (202–148 v. Chr.)

## Asien
- Armenien
  - König: Artaxias I. (ca. 192–160 v. Chr.)

- Baktrien
  - König: Antimachos I. (168/167–160 v. Chr.)

- Bithynien
  - König: Prusias II. (182–149 v. Chr.)

- China
  - Kaiser: Han Wendi (180–157 v. Chr.)

- Iberien (Kartlien)
  - König: Saurmag I. (234–159 v. Chr.)

- Indien
  - Indo-Griechisches Reich
    - König: Menandros (165–125 v. Chr.)

  - Shatavahana
    - König: Purnotsanga (ca. 164–ca. 158 v. Chr.)

  - Shunga
    - König: Pushyamitra Shunga (185–149 v. Chr.)

- Japan (Legendäre Kaiser)
  - Kaiser: Kōgen (214–158 v. Chr.)

- Judäa
  - König: Judas Makkabäus (165–160 v. Chr.)

- Kommagene
  - König: Ptolemaios (163–130 v. Chr.)

- Korea
  - Buyeo
    - König: Gohaesa (170–121 v. Chr.)

  - Wiman Joseon
    - König: Sohn des Wiman (ca. 180–ca. 130 v. Chr.)

- Partherreich
  - Schah (Großkönig): Mithridates I. (171–139 v. Chr.)

- Pergamon
  - König: Eumenes II. (197–158 v. Chr.)

- Pontos
  - König: Pharnakes I. (185–ca. 158 v. Chr.)

- Seleukidenreich
  - König: Antiochos V. (164–162 v. Chr.)

## Europa
- Bosporanisches Reich
  - König: Pairisades III. (ca. 180–ca. 150 v. Chr.)

- Odrysisches Königreich
  - König: Beithys (170–120 v. Chr.)

- Römisches Reich
  - Konsul: Tiberius Sempronius Gracchus (163 v. Chr.)
  - Konsul: Manius Iuventius Thalna (163 v. Chr.)